# 羽島市柔剣道場
羽島市柔剣道場（はしましじゅうけんどうじょう）は、岐阜県羽島市にある屋内競技場（柔剣道場）。
ここでは隣接する弓道場（羽島市弓道場）についても記述する。

## 概要
スポーを推進、市民の心身の健全な発達を目的とする施設である。1973年（昭和48年）完成。
NPO法人羽島市スポーツ協会が管理運営しており、利用等の手続きは羽島市スポーツ協会事務局（羽島市運動公園内）で行う。
柔道、剣道の他、空手道などの各種武道に使用されている。

## 施設
- 柔道場
- 剣道場
- 合宿兼講義室
- 審判控室

## 利用案内
- 利用時間：9:00 - 21:00[3]

## 羽島市弓道場
羽島市柔剣道場に隣接（同住所）にある弓道場。1982年（昭和57年）（1983年（昭和58年）度）完成。
羽島市柔剣道場と同様、NPO法人羽島市スポーツ協会が管理運営しており、利用等の手続きは羽島市スポーツ協会事務局で行う。

### 利用案内
- 利用時間：9:00 - 21:00[6]。
- 休館日：毎週火曜日、年末年始（12月28日 - 1月4日）[7]。

## 交通アクセス

### 公共交通機関
- 名鉄竹鼻線 羽島市役所前駅・竹鼻駅下車、徒歩で約15分。
- 羽島市コミュニティバス：はしまわる線「文化センター」バス停より徒歩で約3分。

## 周辺
- 羽島市文化センター
- 羽島市立図書館
- 羽島市老人福祉センター
- 市民の森羽島公園
- 羽島市立竹鼻小学校